# 保羅·萊瑟
保羅·萊瑟（英語：Paul Reiser，1957年3月30日—）是美國的一位喜劇演員、演員、電視主持人、作家和音樂人。他的代表作是1990年代情景喜劇為卿而狂。他被喜劇中心在2004年選為最偉大的100名喜劇人第77名 。